# Liste du patrimoine immobilier classé de la province de Hainaut
Cette page recense l'ensemble des listes des monuments classés de la province belge de Hainaut.
- Liste du patrimoine immobilier classé d'Aiseau-Presles
- Liste du patrimoine immobilier classé d'Anderlues
- Liste du patrimoine immobilier classé d'Antoing
- Liste du patrimoine immobilier classé d'Ath
- Liste du patrimoine immobilier classé de Beaumont
- Liste du patrimoine immobilier classé de Belœil
- Liste du patrimoine immobilier classé de Bernissart
- Liste du patrimoine immobilier classé de Binche
- Liste du patrimoine immobilier classé de Boussu
- Liste du patrimoine immobilier classé de Braine-le-Comte
- Liste du patrimoine immobilier classé de Brugelette
- Liste du patrimoine immobilier classé de Brunehaut
- Liste du patrimoine immobilier classé de Celles
- Liste du patrimoine immobilier classé de Chapelle-lez-Herlaimont
- Liste du patrimoine immobilier classé de Charleroi
- Liste du patrimoine immobilier classé de Châtelet
- Liste du patrimoine immobilier classé de Chièvres
- Liste du patrimoine immobilier classé de Chimay
- Liste du patrimoine immobilier classé de Colfontaine
- Liste du patrimoine immobilier classé de Comines-Warneton
- Liste du patrimoine immobilier classé de Courcelles
- Liste du patrimoine immobilier classé de Dour
- Liste du patrimoine immobilier classé d'Écaussinnes
- Liste du patrimoine immobilier classé d'Ellezelles
- Liste du patrimoine immobilier classé d'Enghien
- Liste du patrimoine immobilier classé d'Erquelinnes
- Liste du patrimoine immobilier classé d'Estaimpuis
- Liste du patrimoine immobilier classé d'Estinnes
- Liste du patrimoine immobilier classé de Farciennes
- Liste du patrimoine immobilier classé de Fleurus
- Liste du patrimoine immobilier classé de Flobecq
- Liste du patrimoine immobilier classé de Fontaine-l'Évêque
- Liste du patrimoine immobilier classé de Frameries
- Liste du patrimoine immobilier classé de Frasnes-lez-Anvaing
- Liste du patrimoine immobilier classé de Froidchapelle
- Liste du patrimoine immobilier classé de Gerpinnes
- Liste du patrimoine immobilier classé de Ham-sur-Heure-Nalinnes
- Liste du patrimoine immobilier classé de Hensies
- Liste du patrimoine immobilier classé de Honnelles
- Liste du patrimoine immobilier classé de Jurbise
- Liste du patrimoine immobilier classé de La Louvière
- Liste du patrimoine immobilier classé du Rœulx
- Liste du patrimoine immobilier classé de Lens
- Liste du patrimoine immobilier classé des Bons Villers
- Liste du patrimoine immobilier classé de Lessines
- Liste du patrimoine immobilier classé de Leuze-en-Hainaut
- Liste du patrimoine immobilier classé de Lobbes
- Liste du patrimoine immobilier classé de Manage
- Liste du patrimoine immobilier classé de Merbes-le-Château
- Liste du patrimoine immobilier classé de Momignies
- Liste du patrimoine immobilier classé de Mons
- Liste du patrimoine immobilier classé de Mont-de-l'Enclus
- Liste du patrimoine immobilier classé de Montigny-le-Tilleul
- Liste du patrimoine immobilier classé de Morlanwelz
- Liste du patrimoine immobilier classé de Mouscron
- Liste du patrimoine immobilier classé de Pecq
- Liste du patrimoine immobilier classé de Péruwelz
- Liste du patrimoine immobilier classé de Pont-à-Celles
- Liste du patrimoine immobilier classé de Quaregnon
- Liste du patrimoine immobilier classé de Quévy
- Liste du patrimoine immobilier classé de Quiévrain
- Liste du patrimoine immobilier classé de Rumes
- Liste du patrimoine immobilier classé de Saint-Ghislain
- Liste du patrimoine immobilier classé de Seneffe
- Liste du patrimoine immobilier classé de Silly
- Liste du patrimoine immobilier classé de Sivry-Rance
- Liste du patrimoine immobilier classé de Soignies
- Liste du patrimoine immobilier classé de Thuin
- Liste du patrimoine immobilier classé de Tournai